# Gynacantha bartai
Gynacantha bartai là loài chuồn chuồn trong họ Aeshnidae. Loài này được Paulson & von Ellenrieder mô tả khoa học đầu tiên năm 2005.